# Matthias Arfmann
Matthias Arfmann (* 1964 in Bremen) ist ein deutscher Musiker und Musikproduzent aus Hamburg.

## Biografie
Nach einer Klavier- und Gesangsausbildung gründete Matthias Arfmann 1983 mit Katrin Achinger die Kastrierten Philosophen. Zusammen veröffentlichten sie neun Alben mit wechselnden Musikern in unterschiedlichen Genres, bis sie 1997 die Band auflösten. Schon während der Zeit bei den Kastrierten Philosophen begann Arfmann mit dem Produzieren von Musik, erst eigener Songs und Alben, dann auch der anderer Punk- und Rockbands. Er gründete sein erstes eigenes Studio, das Knochenhaus-Studio im Hamburger Stadtteil St. Pauli, in dem unter anderem die frühen Blumfeld-Singles Zeitlupe und Traum:2 aufgenommen wurden.
Als Musikproduzent und Künstler veröffentlichte Arfmann weit über 150 LPs und CDs. Mit Beginn des Hip-Hop-Hypes zu Beginn der 1990er-Jahre wurde Arfmann u. a. mit Patrice, Jan Delay und den Absoluten Beginnern zu einem der gefragtesten Musikproduzenten dieses Genres.
Anfang der 1990er-Jahre begann Arfmann außerdem, mit deutschen Hip-Hop-Bands zusammenzuarbeiten. Nachdem er unter anderem bei Produktionen von Advanced Chemistry, Cora E. und Fischmob mitwirkte, machte ihn Ale Sexfeind, Gründer des Labels Buback, mit Jan Delay bekannt. Arfmann produzierte Flashnizm, das erste Album der Absoluten Beginner, und es begann eine jahrelange erfolgreiche Zusammenarbeit, die bis heute andauert. So wurde Arfmann für die Produktion des Albums Bambule für den Echo Pop 2000 nominiert.
Neben seiner Arbeit für die Absoluten Beginner und Jan Delay besitzt Matthias Arfmann heute ein Studio im Stadtteil Neuenfelde am südwestlichen Rand Hamburgs. Der umgebaute Apfelspeicher, in dem sich auch seine Wohnung befindet, trägt den Namen Turtle Bay Country Club. Hier können Musiker unterschiedlichster Genres aufnehmen und produzieren. So nahm zum Beispiel der ehemalige James-Brown-Schlagzeuger Tony Cook ein Album mit Matthias Arfmann auf, genau so wie der in Marokko bekannte Sänger Mahmoud Gania.
Unter dem Namen Turtle Bay Country Club veröffentlicht Arfmann außerdem eigene Tonträger im Genre Dub. Unter seinem eigenen Namen erschien über das Klassik-Label Deutsche Grammophon 2005 das Album Recomposed, in dem er alte Aufnahmen des Dirigenten Herbert von Karajan remixte. 2007 arbeitet er mit dem Filmorchester Babelsberg an einer Liveumsetzung des Recomposed-Albums.
Im Jahr 2007 hat Arfmann von Recht harmonisch, der Vertonung des Deutschen Grundgesetzes durch Thomas Bierling, Peter Lehel und Eva Weis einen Remix produziert mit dem Titel Dub’l G – Das Nähere regelt ein Bundesgesetz.
2016 veröffentlichte er das Album Ballet Jeunesse, auf dem er Ballett-Klassiker wie Pjotr Tschaikowskis Der Nussknacker oder Igor Strawinskys Der Feuervogel mit elektronischen Elementen neu interpretierte.

## Diskografie
Alben
- 1992 Matthias Arfmann & The Naked Factory – Inner Ear (Strange Ways Records)
- 1999 Turtle Bay Country Club (Unique Records, Groove Attack)
- 2002 Turtle Bay Country Club – Dub Decade (Island Records, Universal)
- 2003 Turtle Bay Country Club – Universal Monstershark (Motor, Universal)
- 2005 Recomposed By Matthias Arfmann (Deutsche Grammophon, Universal)
- 2007 Dub’l G – Das Nähere regelt ein Bundesgesetz (Yeotone, Bella Musica)
- 2016: Matthias Arfmann presents Ballet Jeunesse (Decca, Universal)

Singles
- 1999 Home Stranger
- 1999 Hamburg Highschool
- 2002 Silicon dub

Alben mit Kastrierte Philosophen
- 1985 Love Factory
- 1986 Insomnia
- 1987 Between Shootings
- 1988 Tyrants & Poolsharks
- 1988 Nerves
- 1990 Leipzig D.C.
- 1991 Eskimo Summer
- 1992 Inner Ear (M. Arfmann Solo)
- 1994 Souldier
- 1995 Souldier Nonstop
- 1996 Where Did Our Love Go

## Produktionen (Auswahl)
als Produzent oder Coproduzent:
- 1992 Blumfeld – Zeitlupe / Traum:2
- 1992 Die Goldenen Zitronen & Easy Business & Eric IQ Gray  – 80.000.000 Hooligans
- 1998 Absolute Beginner – Bambule
- 1998 Diverse – Kurz und Schmerzlos (O.S.T.)
- 1998 Fischmob – Power
- 2000 Patrice – Ancient Spirit
- 2000 Commercial Breakup – Global Player
- 2001 Jan Delay – Searching For The Jan Soul Rebels
- 2006 Jan Delay – Mercedes Dance
- 2007 Jan Delay – Searching....... – The Dubs
- 2009 Jan Delay – Wir Kinder Vom Bahnhof Soul
- 2013 Jan Delay – Hammer & Michel

Mitarbeit an Produktionen:
- 1992 Diverse – Kill The Nation With A Groove
- 1993 Die Allwissende Billardkugel – Polaroids Aus Amnesia
- 1996 Advanced Chemistry – Advanced Chemistry
- 2002 Schneider TM – Zoomer
- 2002 Katrin Achinger – Jump (Without a Warning)

## Hörspiele
- 2011: Susanne Amatosero: Voodoo Child und die Musik als fünftes Element – Regie: Susanne Amatosero (Hörspiel – DKultur)